# جيوفري أوبراين
جيوفري أوبراين (بالإنجليزية: Geoffrey O'Brien)‏ هو صحفي وناقد سينمائي أمريكي، ولد في 1948 في نيويورك في الولايات المتحدة.

## وصلات خارجية
- جيوفري أوبراين على موقع روتن توميتوز (الإنجليزية)